# Caya de Groot
Caya de Groot (Weesp, 5 april 1967) is een Nederlandse actrice, voornamelijk bekend door haar rol als Rebecca de Leeuw in de VARA-thrillerserie Unit 13 (1996–1999). Ze is eveneens bekend van haar rol als Marieke Jansen in Spijkerhoek, gedurende het vijfde en zesde seizoen (1991–1993).

## Werk
Na een gastrol in de dramaserie Twaalf steden, dertien ongelukken verwierf de actrice de rol van Marieke Jansen in Spijkerhoek. Gedurende het vijfde en zesde seizoen speelde zij een hoofdrol. Na Spijkerhoek speelde De Groot een kleine rol in de speelfilm Flodder 3 en een rol in In naam der koningin (1996).
Medio 1996 werd de Groot gekozen voor de rol van Rebecca de Leeuw in de thrillerserie Unit 13, waarin ze samenspeelde met acteurs als Bram van der Vlugt, Peter Tuinman, Tanja Jess, Frederik de Groot, Adriaan Olree, Linda van Dyck, Kenneth Herdigein, Han Oldigs, Reinout Bussemaker, Stefan de Walle en Yvonne van den Hurk. Na drie seizoenen kwam de serie in 1999 tot een einde. Op acteergebied bleef het daarna lange tijd rustig. 
In 2005 speelde de Groot een gastrol in het eerste seizoen van Gooische Vrouwen, waarin haar schoonzus Susan Visser een hoofdrol speelde. Twee jaar later speelde ze Gunilla de Jager in een aflevering van de politieserie Grijpstra & De Gier, waarin haar zwager Roef Ragas een hoofdrol speelde. In 2012, 2013 en 2016 vertolkte ze de rol van Josje Been in een aantal episodes van de RTL 4-soap Goede tijden, slechte tijden. Ze speelde ook in enkele afleveringen van Flikken Maastricht als (rijksrechercheur) Brigit de Nooyer (2013–2014).

## Overzicht films en series
- Spijkerhoek - Marieke Jansen (1991–1993)
- Twaalf steden, dertien ongelukken - Anja (1991)
- Niemand de deur uit! - Carla Dubois (1992)
- Coverstory - Justine (1994)
- Flodder 3 - Mirjam (1995)
- 12 steden, 13 ongelukken - Claudia (1996)
- In naam der Koningin - Hannah van Heemstra (1996)
- Unit 13 - Rebecca de Leeuw (1996–1998)
- De malle tennispet - Receptioniste (1997)
- Gooische Vrouwen - Vrouw van Joost (2005)
- Barbie en de magie van Pegasus - Koningin en Regisseur bloopers (stem, 2005)
- Grijpstra & De Gier - Gunilla de Jager (2007)
- Goede tijden, slechte tijden - Josje Been (2012–2013, 2016–2017, 2021) - Terugkerende gastrol
- Flikken Maastricht - Brigit de Nooijer (2013–2016)
- Bureau Raampoort - Dochter van slachtoffer (2015)
- Vechtershart - Zuster (2015)
- Moordvrouw - Moeder van Johan (2016)
- Klem - Ans van Galen (2017-2018)
- De mannen van dokter Anne - Annette van den Heuvel (2017)
- Meisje van plezier - Jennifer (2017) (Seizoen 1 Afl. 7)
- Spangas  -Noraly Oleander (2018-2020)
- Hollands Hoop - Anura (2020)

Als kind zat de Groot op de balletacademie. Daarnaast kreeg ze muziek- en dansles. 
De Groot studeerde in van 1987 tot 1991 aan de Toneelschool Amsterdam.

## Persoonlijk
De Groot is de dochter van zanger Boudewijn de Groot en zijn toenmalige echtgenote Anneke Versteeg. Ze heeft een oudere broer, zanger en gitarist Marcel de Groot en een jongere halfbroer, acteur Jim de Groot, uit haar vaders huwelijk met Alma Netten. Net als haar broer Jim ontwikkelde ze een passie voor het acteren. Rond 2000 trouwde zij met reclamemaker Jeroen Ragas, broer van de acteurs Roef en Bastiaan Ragas. 